# Elezioni generali ad Antigua e Barbuda del 2018
Le elezioni generali ad Antigua e Barbuda del 2018 si sono tenute il 21 marzo per il rinnovo della Camera dei rappresentanti.

## Risultati
| Liste                                  | Voti   | %     | Seggi |
| -------------------------------------- | ------ | ----- | ----- |
| Partito Laburista di Antigua e Barbuda | 23 063 | 59,24 | 15    |
| Partito Progressista Unito             | 14 440 | 37,09 | 1     |
| Alleanza Nazionale Democratica         | 754    | 1,94  | –     |
| Movimento del Popolo di Barbuda        | 558    | 1,43  | 1     |
| Antigua & Barbuda True Labour Party    | 87     | 0,22  | –     |
| Go Green for Life                      | 20     | 0,05  | –     |
| Missing Link VOP                       | 6      | 0,02  | –     |
| Indipendenti                           | 4      | 0,01  | –     |
| Totale                                 | 38 932 | 100   | 17    |